# Varnville
Varnville és una població dels Estats Units a l'estat de Carolina del Sud. Segons el cens del 2000 tenia 2.074 habitants.

## Demografia
Segons el cens del 2000, Varnville tenia 2.074 habitants, 795 habitatges i 539 famílies. La densitat de població era de 211,8 habitants/km².
Dels 795 habitatges en un 34% hi vivien nens de menys de 18 anys, en un 43,5% hi vivien parelles casades, en un 21,5% dones solteres, i en un 32,1% no eren unitats familiars. En el 29,7% dels habitatges hi vivien persones soles l'11,6% de les quals corresponia a persones de 65 anys o més que vivien soles. El nombre mitjà de persones vivint en cada habitatge era de 2,56 i el nombre mitjà de persones que vivien en cada família era de 3,2.
Per edats la població es repartia de la següent manera: un 29,8% tenia menys de 18 anys, un 8,7% entre 18 i 24, un 27,1% entre 25 i 44, un 22,7% de 45 a 60 i un 11,7% 65 anys o més.
L'edat mediana era de 34 anys. Per cada 100 dones de 18 o més anys hi havia 79,6 homes.
La renda mediana per habitatge era de 33.357 $ i la renda mediana per família de 38.750 $. Els homes tenien una renda mediana de 33.750 $ mentre que les dones 23.920 $. La renda per capita de la població era de 15.706 $. Entorn del 17,9% de les famílies i el 20,9% de la població estaven per davall del llindar de pobresa.

## Poblacions més properes
El següent diagrama mostra les poblacions més properes.